# Raj
Raj ali paradíž je pojem, ki na splošno predstavlja stanje popolnega užitka ali blaženosti. Pogosto se uporablja tudi kot pesniška prispodoba.

## Raj v krščanstvu
V krščanstvu ima raj oziroma paradiž zlasti dva pomena:
1. Eden ali rajski vrt
2. Nebesa ali raj v onostranstvu

V prvem prevodu Svetega pisma v grščino (Septuaginta) beseda
starogrško παράδεισος [paradisos] pomeni rajski vrt (Eden - paradiž), v katerem sta živela Adam in Eva.
Ob nastanku novozaveznih spisov so besedo starogrško παράδεισος [paradisos] uporabljali tudi za 
opis nebes, nebeškega kraljestva oziroma Božjega kraljestva. Primer:
Jezus je na križu rekel skesanemu razbojniku: »Resnično, povem ti: Danes boš z menoj v raju (paradižu).«  
(Lk 23,43)
V času nastanka omenjenih spisov očitno med obema pomenoma niso ločevali,
po mnenju poznejših krščanskih teologov pa gre za pomembno razliko:
Edenski vrt je obstajal materialno in v njem sta živela Adam in Eva telesno,
nebesa pa so stanje užitka duše in so  nematerialna. 
Številni kristjani razumejo raj tudi eshatološko: to bo kraj telesnih in duševnih užitkov, ki jih bodo deležni zveličani po telesnem vstajenju na sodni dan. Takrat bo Bog ponovno ustvaril zemeljski raj (rajski vrt) za vse, ki bodo tega vredni.

## Raj v islamu
Tudi v islamu je znan koncept raja. Podobno kot kristjani tudi muslimani verujejo, da bodo ob koncu sveta ljudje deležni telesnega vstajenja. Takrat bodo pravični prišli v kraj večnih (telesnih) užitkov, ki se imenuje džana (arabsko: جنّة) ali dženet (turško: cennet). Po prepričanju muslimanov je to vrt popolne lepote, kjer je veliko rastlinja in vode (kar je zelo pomembno za puščavske narode). Nekatere islamske tradicije trdijo, da bodo pravičnim tam na voljo tudi nebeške device, ki ostanejo za vedno device, čeprav pravičnim izpolnijo vsako željo - imenujejo se hurije (arabsko: حورية‎). Najlepši del džane se imenuje firdavs 
(arabsko: فردوس).

## Raj v drugih religijah
Nekateri vidijo vzporednico k raju v stanju nirvane v budizmu, čeprav je primerjava problematična, ker Buda ni hotel opisati nirvane, saj je onstran idej in konceptov.
V Hinduizmu obstaja raj po imenu Vaikuntha, ki je glavni cilj častiteljev Višnuja in njegovih utelešenj kot so Krišna ali Rama.